# Glypta sanvita
Glypta sanvita là một loài tò vò trong họ Ichneumonidae.